# El Hadaiek
El Hadaiek est une commune de la wilaya de Skikda en Algérie.

## Géographie
Le village de El-hadaiek appelé avant et au cours de la présence française Saint-Antoine, était appelé RAS EL-MERDJA, c'est-à-dire la fin d'une plaine inondée d'eau.